# Hällefors AIF
Hällefors AIF är en idrottsförening från Hällefors i Västmanland (Örebro län), bildad 1922. Hällefors har spelat flera säsonger i gamla division III, motsvarande dagens division I, senaste perioden var 1976-1983. Klubben har därefter sjunkit i seriesystemet och spelade säsongen 2022 i niondedivisionen, Division VII Örebro län norra.